# Sloveens voetbalelftal in 2005
Het Sloveens voetbalelftal speelde in totaal negen interlands in het jaar 2005, waaronder zes duels in de kwalificatiereeks voor het WK voetbal 2006 in Duitsland. De ploeg stond onder leiding van bondscoach Branko Oblak, de opvolger van Bojan Prašnikar, die was weggestuurd na de 2-1 nederlaag tegen Zwitserland op 28 april 2004. Op de in 1993 geïntroduceerde FIFA-wereldranglijst zakte Slovenië in 2005 van de 42ste (januari 2005) naar de 68ste plaats (december 2005).

## Balans
| Wedstrijden | Wedstrijden | Wedstrijden | Wedstrijden | Doelpunten | Doelpunten | Doelpunten | Punten |
| Gespeeld    | Winst       | Gelijk      | Verlies     | Voor       | Tegen      | Saldo      | Punten |
| ----------- | ----------- | ----------- | ----------- | ---------- | ---------- | ---------- | ------ |
| 9           | 1           | 3           | 5           | 6          | 14         | –8         | 0.556  |

## Interlands
|                                                                 |          |                                            |          |                                                                                |
| 9 februari Vriendschappelijk № 111 «onderlinge duels» 17:00 uur | Slovenië | 0 – 3                                      | Tsjechië | Arena Petrol, Celje Toeschouwers: 4.000 Scheidsrechter: Marijo Strahonja (CRO) |
| 9 februari Vriendschappelijk № 111 «onderlinge duels» 17:00 uur |          | 10' Jan Koller 47' Tomáš Jun 79' Jan Polák |          | Arena Petrol, Celje Toeschouwers: 4.000 Scheidsrechter: Marijo Strahonja (CRO) |

|                                                               |          |                    |           |                                                                           |
| 26 maart Vriendschappelijk № 112 «onderlinge duels» 20:00 uur | Slovenië | 0 – 1              | Duitsland | Arena Petrol, Celje Toeschouwers: 9.200 Scheidsrechter: Graham Poll (ENG) |
| 26 maart Vriendschappelijk № 112 «onderlinge duels» 20:00 uur |          | 27' Lukas Podolski |           | Arena Petrol, Celje Toeschouwers: 9.200 Scheidsrechter: Graham Poll (ENG) |

|                                                             |                      |       |                       |                                                                                |
| 30 maart WK-kwalificatie № 113 «onderlinge duels» 20:15 uur | Slovenië             | 1 – 1 | Wit-Rusland           | Arena Petrol, Celje Toeschouwers: 6.450 Scheidsrechter: Khalil Al Ghamdi (KSA) |
| 30 maart WK-kwalificatie № 113 «onderlinge duels» 20:15 uur | Aleksandar Rodić 44' |       | 49' Aleksandr Kulchiy | Arena Petrol, Celje Toeschouwers: 6.450 Scheidsrechter: Khalil Al Ghamdi (KSA) |

|                                                           |                           |       |                |                                                                                |
| 4 juni WK-kwalificatie № 114 «onderlinge duels» 19:00 uur | Wit-Rusland               | 1 – 1 | Slovenië       | Dinamostadion, Minsk Toeschouwers: 29.042 Scheidsrechter: Martin Hansson (SWE) |
| 4 juni WK-kwalificatie № 114 «onderlinge duels» 19:00 uur | Valyantsin Byalkevich 18' |       | 17' Nastja Čeh | Dinamostadion, Minsk Toeschouwers: 29.042 Scheidsrechter: Martin Hansson (SWE) |

|                                                                  |       |       |          |                                                                                |
| 17 augustus Vriendschappelijk № 115 «onderlinge duels» 19:30 uur | Wales | 0 – 0 | Slovenië | Liberty Stadium, Swansea Toeschouwers: 11.087 Scheidsrechter: Ian Stokes (IRL) |
| 17 augustus Vriendschappelijk № 115 «onderlinge duels» 19:30 uur |       |       |          | Liberty Stadium, Swansea Toeschouwers: 11.087 Scheidsrechter: Ian Stokes (IRL) |

|                                                                |                                         |       |                                                             |                                                                                      |
| 3 september WK-kwalificatie № 116 «onderlinge duels» 20:45 uur | Slovenië                                | 2 – 3 | Noorwegen                                                   | Arena Petrol, Celje Toeschouwers: 10.055 Scheidsrechter: Luis Medina Cantalejo (ESP) |
| 3 september WK-kwalificatie № 116 «onderlinge duels» 20:45 uur | Sebastjan Cimirotič 4' Anton Žlogar 81' |       | 3' John Carew 24' Claus Lundekvam 90' Morten Gamst Pedersen | Arena Petrol, Celje Toeschouwers: 10.055 Scheidsrechter: Luis Medina Cantalejo (ESP) |

|                                                                |                      |       |                                    |                                                                                        |
| 7 september WK-kwalificatie № 117 «onderlinge duels» 21:15 uur | Moldavië             | 1 – 2 | Slovenië                           | Stadionul Republican, Chisinau Toeschouwers: 7.200 Scheidsrechter: Yuri Baskakov (RUS) |
| 7 september WK-kwalificatie № 117 «onderlinge duels» 21:15 uur | Serghei Rogaciov 31' |       | 47' Klemen Lavrič 58' Matej Mavrič | Stadionul Republican, Chisinau Toeschouwers: 7.200 Scheidsrechter: Yuri Baskakov (RUS) |

|                                                              |                       |       |          |                                                                                      |
| 8 oktober WK-kwalificatie № 118 «onderlinge duels» 21:00 uur | Italië                | 1 – 0 | Slovenië | Stadio Renzo Barbera, Palermo Toeschouwers: 19.500 Scheidsrechter: Éric Poulat (FRA) |
| 8 oktober WK-kwalificatie № 118 «onderlinge duels» 21:00 uur | Cristian Zaccardo 78' |       |          | Stadio Renzo Barbera, Palermo Toeschouwers: 19.500 Scheidsrechter: Éric Poulat (FRA) |

|                                                               |          |                                                        |           |                                                                            |
| 12 oktober WK-kwalificatie № 119 «onderlinge duels» 20:30 uur | Slovenië | 0 – 3                                                  | Schotland | Arena Petrol, Celje Toeschouwers: 9.100 Scheidsrechter: René Temmink (NED) |
| 12 oktober WK-kwalificatie № 119 «onderlinge duels» 20:30 uur |          | 4' Darren Fletcher 47' James McFadden 84' Paul Hartley |           | Arena Petrol, Celje Toeschouwers: 9.100 Scheidsrechter: René Temmink (NED) |

## FIFA-wereldranglijst
| JAN | FEB | MAR | APR | MEI | JUN | JUL | AUG | SEP | OKT | NOV | DEC |
| --- | --- | --- | --- | --- | --- | --- | --- | --- | --- | --- | --- |
| 42  | 43  | 44  | 46  | 46  | 44  | 47  | 48  | 52  | 61  | 63  | 68  |

## Statistieken
| Samir Handanovič    | 1984-07-14 | Lazio Roma            | 5 | 1 | 0 | 7  | 0  |
| Borut Mavrič        | 1970-03-27 | SpVgg Greuther Fürth  | 4 | 0 | 0 | 11 | 0  |
| Verdediging         |            |                       |   |   |   |    |    |
| Matej Mavrič        | 1979-01-29 | Molde FK              | 9 | 0 | 1 | 16 | 1  |
| Boštjan Cesar       | 1982-07-09 | Olympique Marseille   | 7 | 0 | 0 | 15 | 1  |
| Suad Filekovič      | 1978-09-16 | Excelsior Moeskroen   | 7 | 0 | 0 | 10 | 0  |
| Aleksander Knavs    | 1975-12-05 | Red Bull Salzburg     | 7 | 0 | 0 | 63 | 3  |
| Branko Ilič         | 1983-02-06 | NK Domžale            | 4 | 2 | 0 | 7  | 0  |
| Fabijan Cipot       | 1976-08-25 | Nafta Lendava         | 3 | 0 | 0 | 18 | 0  |
| Andrej Pečnik       | 1981-09-27 | Sigma Olomouc         | 0 | 3 | 0 | 3  | 0  |
| Mišo Brečko         | 1984-05-01 | Hansa Rostock         | 0 | 1 | 0 | 2  | 0  |
| Sebastjan Gobec     | 1979-12-06 | NK Publikum Celje     | 0 | 1 | 0 | 1  | 0  |
| Middenveld          |            |                       |   |   |   |    |    |
| Nastja Čeh          | 1978-01-26 | Austria Wien          | 8 | 0 | 1 | 36 | 6  |
| Andrej Komac        | 1979-12-04 | Maritimo Funchal      | 8 | 0 | 0 | 14 | 0  |
| Milenko Ačimovič    | 1977-02-15 | Lille OSC             | 6 | 0 | 0 | 67 | 13 |
| Anton Žlogar        | 1977-11-24 | Enosis Neon Paralimni | 5 | 1 | 1 | 12 | 1  |
| Jalen Pokorn        | 1979-06-07 | Terek Grozny          | 4 | 2 | 0 | 12 | 0  |
| Robert Koren        | 1980-09-20 | Lillestrøm SK         | 4 | 1 | 0 | 14 | 0  |
| Simon Sešlar        | 1974-04-05 | AEL Limassol          | 4 | 0 | 0 | 19 | 0  |
| Goran Šukalo        | 1981-08-24 | Alemannia Aachen      | 0 | 4 | 0 | 24 | 1  |
| Milan Rakič         | 1971-02-01 | NK Maribor            | 0 | 1 | 0 | 1  | 0  |
| Aanval              |            |                       |   |   |   |    |    |
| Aleksandar Rodič    | 1979-12-26 | Kayserispor           | 6 | 3 | 1 | 9  | 1  |
| Sebastjan Cimirotič | 1974-09-14 | Hajduk Split          | 5 | 4 | 1 | 33 | 5  |
| Klemen Lavrič       | 1981-06-12 | MSV Duisburg          | 2 | 2 | 1 | 7  | 1  |
| Ermin Šiljak        | 1973-05-11 | Excelsior Moeskroen   | 1 | 3 | 0 | 50 | 14 |
| Borut Semler        | 1985-02-25 | Bayern München II     | 0 | 1 | 0 | 3  | 0  |

NZS · A-internationals · Bondscoaches · Selecties · Statistieken · Sloveens vrouwenelftal · Olympisch elftal · Slovenië U21 · Slovenië U20 · Slovenië U19 · Slovenië U18 · Slovenië U17 · Slovenië U16
1991 – 1999 ·
2000 – 2009 ·
2010 – 2019 ·
2020 − 2029
EK's: 1996 · 
2000 · 
2004 · 
2008 · 
2012 · 
2016 · 
2020 · 
2024
WK's: 1998 · 
2002 · 
2006 · 
2010 · 
2014 · 
2018 ·
2022
1991 · 
1992 · 
1993 · 
1994 · 
1995 · 
1996 · 
1997 · 
1998 · 
1999 · 
2000 · 
2001 · 
2002 · 
2003 · 
2004 · 
2005 · 
2006 · 
2007 · 
2008 · 
2009 · 
2010 · 
2011 · 
2012 · 
2013 · 
2014 · 
2015 · 
2016 · 
2017 · 
2018 ·
2019 ·
2020 ·
2021 ·
2022 ·
2023 ·
2024
Albanië ·
Algerije ·
Argentinië ·
Armenië ·
Australië ·
Azerbeidzjan ·
België ·
Bosnië en Herzegovina ·
Bulgarije ·
Canada ·
China ·
Colombia ·
Cyprus ·
Denemarken ·
Duitsland ·
Engeland ·
Estland ·
Faeröer ·
 Finland ·
Frankrijk ·
Georgië ·
Ghana ·
Gibraltar ·
Griekenland ·
Honduras ·
Hongarije ·
IJsland ·
Israël ·
Italië ·
Ivoorkust ·
Joegoslavië ·
Kazachstan ·
Kosovo ·
Kroatië ·
Letland ·
Litouwen ·
Luxemburg ·
Malta ·
Mexico ·
Moldavië ·
Montenegro ·
Nederland ·
Nieuw-Zeeland ·
Noord-Ierland ·
Noord-Macedonië ·
Noorwegen ·
Oekraïne ·
Oman ·
Oostenrijk ·
Paraguay ·
Polen ·
Portugal ·
Qatar ·
Roemenië ·
Rusland ·
San Marino ·
Saoedi-Arabië ·
Schotland ·
Servië ·
Servië en Montenegro ·
Slowakije ·
Spanje ·
Trinidad en Tobago ·
Tsjechië ·
Tunesië ·
Turkije · 
Uruguay ·
Verenigde Arabische Emiraten ·
Verenigde Staten ·
Wales ·
Wit-Rusland ·
Zuid-Afrika ·
Zweden ·
Zwitserland
Algerije (2010) · 
Engeland (2010) · 
Paraguay (2002) · 
Spanje (2002) · 
Verenigde Staten (2010) · 
Zuid-Afrika (2002)